# Орханели
Орханели (тур. Orhaneli) — город и район в провинции Бурса (Турция).

## История
С 1867 по 1922 год Орханели (тогда называвшийся Адранос) входил в состав вилайета Хюдавендигар.